# Georgette Heyer
Georgette Heyer (Wimbledon, 1902. augusztus 16. – London, 1974. július 5.) angol írónő.

## Élete és munkássága
Édesapja George Heyer tanár volt, folyamatosan bátorította Georgette irodalmi törekvéseit. Korán, 17 évesen írta meg első, a "The Black Moth" című regényét, amivel beteg testvérét kívánta szórakoztatni. A könyvet 1921-ben adták ki. 1925-ben férjhez ment Ronald Rougier bányamérnökhöz. Könyveit álnéven írta. Férjét minden kiküldetésére (Tanganyika, Macedónia) elkísérte. Nyilvános szereplést nem vállalt, csak az írásnak (alapgondolat kutatásának) szentelte életét. Elsősorban történelmi regényeket írt, könyveiből több millió példányt adtak el. 1972-ig 57 történelmi regénye jelent meg. Egy tucat detektívregényt írt, de romantikus regényei is igen népszerűek.

## Művei

### Detektívregények
Alan Alexander Milne által elkezdett humoros detektívregény-stílust fejlesztette tovább.
- 1935-ben a Merely Murder (Pusztán csak gyilkosság)
- 1938-ban a A Blunt Instrument (Tompa eszköz)
- 1941-ben a Envious Casca (Írigy Casca)
- 1953-ban a Detection Unlimited (Korlátlan nyomozás)
- 1963-ban jelent meg a Nonesuch (Párját ritkító), az amerikai bestsellerlista 3. helyén állt
- 1972-ben Lady of Quality (Társasági hölgy)

## Magyarul
- A vágy tüze; ford. Szamay Ilona; Totem, Bp., 1992
- A kastély titka; ford. Szamay Ilona; Totem, Bp., 1995
- Frederica; ford. Bozai Ágota; Gabo, Bp., 2010
- Francia négyes; ford. Bozai Ágota; Gabo, Bp., 2010
- Különös özvegység; ford. Bozai Ágota; Gabo, Bp., 2011
- Régi szép színek Alastair-trilógia 1.; ford. Bozai Ágota; Gabo, Bp., 2012
- Az Ördög kölyke Alastair-trilógia 2.; ford. Bozai Ágota; Gabo, Bp., 2012
- Háború és bálok Alastair-trilógia 3.; ford. Bozai Ágota; Gabo, Bp., 2012